# Stevenia pallidicornis
Stevenia pallidicornis är en tvåvingeart som först beskrevs av Friedrich Hermann Loew 1847.  Stevenia pallidicornis ingår i släktet Stevenia och familjen gråsuggeflugor.
Artens utbredningsområde är Turkiet. Inga underarter finns listade i Catalogue of Life.